# Huashan-Felsbilder
Die Huashan-Felsbilder bzw. Felszeichnungen am Huashan (Hua-Berg) (Huāshān yánhuà 花山岩画 oder Huāshān yá bìhuà 花山崖壁画) sind Felsbilder in China aus der Zeit der Streitenden Reiche bis zur Östlichen Han-Dynastie (ca. 500 v. Chr. bis 200 n. Chr.) 2016 wurden 38 Stätten mit dieser Felskunst von der UNESCO als Weltkulturerbestätte in das UNESCO-Welterbe aufgenommen.

## Lage
Die Felsbilder sind an steilen Kalksteinwänden an den Ufern des Flusses Zuo Jiang 左江 und seines Nebenflusses Ming Jiang in einer Höhe von 30 und 90 Metern über der Talsohle angebracht. Sie liegen nahe der vietnamesischen Grenze auf dem Gebiet der bezirksfreien Stadt Chongzuo im Autonomen Gebiet Guangxi der Zhuang in der Volksrepublik China. Sie erstrecken sich über das von den Zhuang bewohnte Gebiet von Pingxiang, Longzhou, Ningming, Daxin, Tiandeng und Fusui.

## Beschreibung
Die Felsbilder sind in einer roten Farbe, die auf rotem Ocker basiert, auf die Felswände gemalt. Es finden sich Darstellungen von Menschen, Tieren, Gebrauchsgegenständen und Waffen. Bilder von Menschen sind typischerweise etwa 60 bis 150 cm hoch, eine Figur hat sogar eine Höhe von 3 Metern. 
Unter anderem gibt es Darstellungen, auf denen (bronzene) Kesselgongs (tónggǔ 铜鼓, "Bronzetrommeln") sowie Bronzegongs (铜锣/銅鑼 tóngluó) zu sehen sind, was deren Gebrauch bei den Luo Yue (auch Lạc Việt genannt) bezeugt, einer Volksgruppe der Yue, die damals unter anderem das Gebiet des Zuo Jiang bewohnten und als Vorfahren der heutigen Zhuang-Nationalität gelten. 
Die größte Ansammlung von Felsbildern liegt im Kreis Ningming auf einem 170 m langen und 40 m hohen Bereich einer Felswand. Dort befinden sich etwa 1900 einzelne Bilder, die in etwa 110 Gruppen zusammengefasst sind. Die Huashan-Felsbilder im Kreis Ningming stehen seit 1988 auf der Liste der Denkmäler der Volksrepublik China (3-165) und können mit Bootstouren vom Fluss aus besichtigt werden.
Das Museum der Zhuang-Nationalität in Chongzuo (崇左壮族博物馆) stellt in einer ständigen Ausstellung die Geschichte und Bedeutung der Felszeichnungen am Huashan dar.

## Weltkulturerbe
Felsmalereien der Kulturlandschaft am Hua Shan und am Fluss Zuo Jiang wurde 2016 aufgrund eines Beschlusses der 40. Sitzung des Welterbekomitees als Kulturerbestätte in die Liste des UNESCO-Welterbes eingetragen.
Die Eintragung erfolgte aufgrund der Kriterien (iii) und (iv).

„(iii): Die Kulturlandschaft der Huashan-Felskunst am Zuo Jiang mit ihrer besonderen Kombination aus Landschaft und Felskunst vermittelt anschaulich das lebhafte spirituelle und soziale Leben der Luoyue, die vom 5. Jahrhundert v. Chr. bis zum 2. Jahrhundert n. Chr. am Fluss Zuo Jiang lebten. Es ist jetzt der einzige Zeuge dieser Tradition.“

„(iv): Die Huashan-Felsbilder am Zuo Jiang, die Trommeln und ähnliche Elemente darstellen, sind symbolische Aufzeichnungen, die direkt mit der einst in der Region verbreiteten Bronzetrommelkultur in Verbindung gebracht werden. Bronzetrommeln gelten heute noch als Symbole der Macht in Südchina.“

Die Welterbestätte besteht aus drei voneinander getrennten Arealen mit insgesamt 38 Stätten der Felskunst. Diese umfassen insgesamt einen Schutzbereich von 6.621,6 ha ha und sind jeweils von Pufferzonen umgeben, die insgesamt eine Fläche von 12.149,01 ha haben. Die Gesamtfläche beträgt somit 18.770,61 ha.
| Ref.-Nr. | Lage                                                               | Fluss      | Stätten | Schutzbereich | Pufferzone  | Gesamtfläche |
| -------- | ------------------------------------------------------------------ | ---------- | ------- | ------------- | ----------- | ------------ |
| 1508-001 | Kreise Ningming und Longzhou in Chongzuo (Geokoordinaten)          | Ming Jiang | 4       | 1.628,83 ha   | 2.725,37 ha | 4.354,20 ha  |
| 1508-002 | Kreis Longzhou in Chongzuo (Geokoordinaten)                        | Zuo Jiang  | 16      | 2.506,50 ha   | 5.331,11 ha | 7.837,61 ha  |
| 1508-003 | Stadtbezirk Jiangzhou und Kreis Fusui in Chongzuo (Geokoordinaten) | Zuo Jiang  | 18      | 2.486,27 ha   | 4.092,53 ha | 6.578,80 ha  |